# كومار
كومار هو ممثل سنغافوري، ولد في 10 أغسطس 1968 في سنغافورة.

## وصلات خارجية
- كومار على موقع IMDb (الإنجليزية)